# Temple de Zeus (Cirene)
El temple de Zeus fou el temple grec més gran de Cirene, Líbia, i un dels majors temples grecs mai construïts. El temple originari, d'estil dòric octàstil perípter, es va construir a l'entorn del 500-480 abans de la nostra era i va sofrir greus danys el 115. Més tard, en el mateix segle, es va reconstruir parcialment com a temple no perípter amb una estàtua de culte colossal. Fou destruït de nou en el 365 per un terratrèmol i incendiat pels cristians.
L'estilòbata tenia 68,39 × 30,58 metres, amb vuit columnes als costats curts i 17 als llargs.

## Història
Generalment es considera que l'edifici conegut com a Temple de Zeus de Cirene estava dedicat a aquest déu, a vegades a la seua variant grecoegípcia Zeus Amon. Es desconeix la data exacta de construcció del temple. Sovint es considera que devia ser-ne del període arcaic, en el 500 abans de la nostra era, però algunes opinions el daten en una època tan tardana com el 400 ae.

## Descripció
Era al pujol nord-est de Cirene, al nord-est del recinte emmurallat de la ciutat, a prop de l'hipòdrom.
Era un temple dòric octàstil perípter. Estava orientat cap a l'est i s'alçava sobre un crepidoma de tres esglaons, amb una longitud de 68,3 m i una amplària de 30,4 m: té la mateixa grandària que el Temple de Zeus  Olímpic d'Olímpia i el Partenó d'Atenes. El pòrtic davanter (pronaos) estava sostingut per dues columnes in antis; el pòrtic posterior (opistòdom), per tres columnes in antis. El naos tenia dos pisos i dues fileres de columnes la dividien en tres naus. La columnata exterior (perípter) té vuit columnes acanalades a la part davantera i posterior, i dèsset columnes en cadascun dels costats llargs. Els fonaments són independents dels del naos, i això pot indicar que s'hi afegí més tard (açò va ocórrer en el Temple d'Apol·lo de Cirene). Cada columna constava de nou tambors, amb un diàmetre de 1,9 m. Els capitells pesen unes 17 tones. El temple es va construir amb pedra calcària d'escassa qualitat provinent d'una pedrera situada a l'est; la cavitat que va deixar formà després l'extrem sud de l'hipòdrom de Cirene. Les columnes del temple utilitzen una inclinació correctora de la perspectiva semblant a la del Partenó.
Una inscripció llatina (IRCyr. C.418) indica que a la fi del regnat d'August (cap al 5-14), un procònsol anònim hi dugué a terme extenses renovacions i tornà a dedicar l'estructura a "Júpiter August". La magnitud d'aquestes obres és incerta; és possible que incloguessen noves columnates i la reconstrucció total de la cara est.
L'edifici va patir greus danys quan Cirene fou saquejada per combatents jueus durant la Guerra de Kitus l'any 115, quan se'n van esfondrar les columnes del peristil. Les proves arqueològiques demostren que almenys 46 columnes de la columnata exterior foren soscavades, els tallaren el crepidoma que hi havia a sota, i inseriren puntals de fusta sota les columnes per calant-los foc, cosa que va provocar que les columnes s'esfondrassen cap a l'exterior. El temple es va restaurar per a utilitzar-ne la part central, el naos, però les columnes mai no es van pas reconstruir.

### Restauració antonina

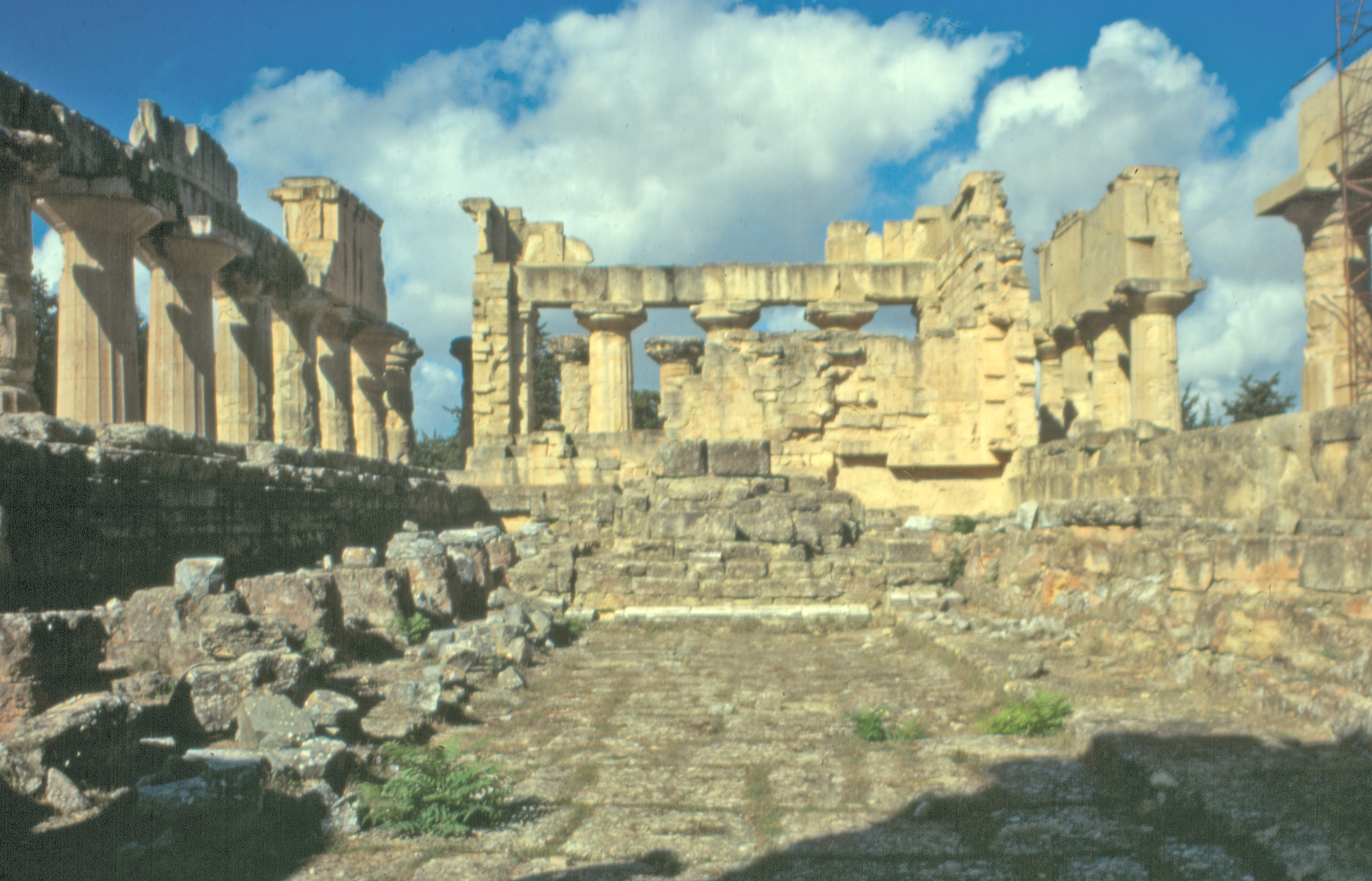
Vista interior del Temple de Zeus, mirant a l'oest cap a la plataforma per a l'estàtua del culte

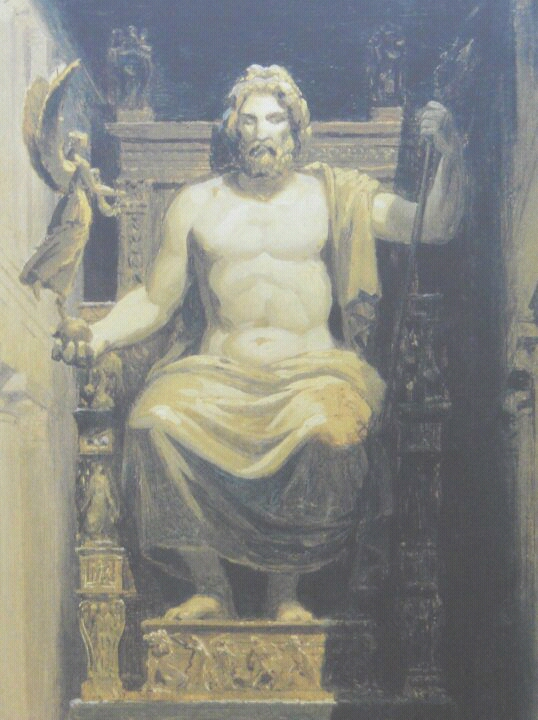
Reconstrucció artística de l'Estàtua de Zeus a Olímpia

Després del final de la guerra, el temple fou restaurat. Un conjunt d'inscripcions en l'arquitrau oriental (IRCyr. C.419-420) registren que aquesta restauració, l'acabà el procònsol Claudi Atal entre el 172 i el 175, durant el regnat de Marc Aureli. El naos se'n va reconstruir, però l'intent de tornar a erigir la columnata exterior s'abandonà. El sòl del naos es va rebaixar més d'un metre i es va afegir una escala descendent a l'interior de l'entrada. Els murs interiors del naos es van recobrir de marbre i es van suprimir les columnates interiors a favor d'un conjunt de columnes adossades (deu en cada costat), de marbre amb capitells corintis de marbre de Màrmara. S'instal·là una escala a la part davantera del crepidoma, lleugerament descentrada.
En el regnat de Còmmode, entre els anys 185 i 192 (CIRC. C.421), se'n feren noves renovacions. Es va construir una plataforma al naos i una rèplica acrolítica de l'Estàtua de Zeus d'Olímpia. Es conserven fragments de marbre dels dits de les mans i dels peus, del tors i dels braços d'aquesta estàtua, així com cedre i claus del tron, i fragments de guix del vestit. Els tambors de les columnes de la columnata exterior es van reutilitzar com a suports del tron de l'estàtua. Al Museu d'Antiguitats de Cirene hi ha fragments de marbre d'aquesta estàtua. L'arquitecte Aureli Rufus, responsable en aquesta època d'una petita inscripció (IRCyr. C.422), podria ser l'autor d'aquesta estàtua o de les renovacions anteriors.
El temple es va ensorrar pel terratrèmol de Creta de 365. Un temps després, els cristians destrossaren a consciència les columnes internes i les estàtues i n'incendiaren les ruïnes. El cap d'una estàtua de Zeus de grandària natural del santuari la van trencar en més de cent trossos.

### Estructures circumdants
Davant el temple hi ha unes estructures que formaven part del santuari. Cap al nord del seu eix hi ha un recinte hel·lenístic rectangular d'uns 20 m de llarg i 10 m d'ample, al qual s'accedia des del sud. A dins, hi havia una petita estoa a l'oest i un templet del segle ii (el temple oriental) amb un altar al davant. És possible que aquesta estructura servís de temple temporal per a Zeus entre la destrucció del temple principal l'any 115 i la restauració en la dècada dels 170. El cap d'una estàtua de Zeus de grandària natural, actualment al Museu de Cirene, pot procedir de l'estàtua de culte del temple oriental.
Al nord del recinte rectangular hi ha tres sales de banquets (hestiatoria), amb terres de mosaic. Daten de la fi del segle III ae o començament del II ae. Entre aquestes hi ha un petit santuari dòric del segle iii ae, que s'ha identificat com un tesaurus.

## Excavacions
La grandària dels blocs fa que l'estructura en ruïnes fos vista pels viatgers del segle xix. Les primeres excavacions, les hi va fer Robert Murdoch Smith i E. A. Porcher el 1861. L'exèrcit italià utilitzà les ruïnes com a pedrera per a la construcció d'una caserna el 1915. Giacomo Guidi va excavar-ne completament el naos el 1926. La resta del temple fou tot excavat per Gennaro Pesche des del 1939 fins al 1942, quan la Campanya del Desert Occidental posà fi a les excavacions. El Departament d'Antiguitats de Cirenaica hi dugué a terme nous treballs de neteja el 1954 i l'Exèrcit britànic tornà a erigir-ne una columna i mitja el 1957. Un llarg procés d'anastilosi va conduir a la reconstrucció de la major part del temple entre el 1967 i el 2008. Aquest projecte es feu en part per a protegir els blocs d'una major erosió. L'estructura resultant és anacrònica, ja que combina el peristil clàssic amb el naos d'època imperial.